# Master (França)
O master é um diploma nacional e um grau do ensino superior francês, obtido ao validar o quinto ano de estudos após o Baccalauréat (ensino médio na França).
Na França, o diploma de master é diferente do Mastère Spécialisé e do MSc reconhecidos pela Conférence des grandes écoles, e também sendo diferente do magistère.
O "grau de master" é obtido através de várias formações do ensino superior francês, como as écoles d'ingénieurs, as escolas de comércio e as universidades. O "diplôme national de master" é emitido por uma universidade, dois anos após a obtenção de uma licença. Ambos diplomas de master comprovam indiferentemente cinco anos de estudos após o ensino médio francês.
Graças à lei Reforma Licence-Master-Doctorat de 2007, o segundo ciclo do ensino superior francês passou a corresponder aos estudos pós-licence que levam à obtenção do master.

## Objetivos
O master tem como objetivos a formação geral e profissional, permitindo aos estudantes completar seus conhecimentos, aprofundar sua cultura e iniciá-los à pesquisa científica correspondente.

## Diplomas que concedem o grau demaster
O grau de master é conferido pelo Estado francês aos titulares dos diplomas seguintes:
- Diploma nacional de master;
- Diploma de estudos aprofundados;
- Diploma de estudos superiores especializados;
- Diplomas equivalentes ao grau master e reconhecidos por lei;